# L'Essentiel (album de Mireille Mathieu)
Pour les articles homonymes, voir L'Essentiel.
Albums de Mireille Mathieu
Coffret Reader’s digest
(2003) Chante Noël
(2004)
 L'Essentiel  est une compilation de la chanteuse Mireille Mathieu regroupant 12 chansons de cette artiste. Le CD a été édité deux fois (en 2003 et 2004) avec deux pochettes différentes.

## Chansons de la compilation
1. Mon credo (André Pascal/Paul Mauriat)
2. Paris en colère (Maurice Vidalin/Maurice Jarre)
3. Corsica (Catherine Desage/Christian Bruhn)
4. En frappant dans nos mains ((H. Ithier/M. Kunze/G. Moroder)
5. Un enfant viendra (Eddy Marnay/Christian Bruhn)
6. Une femme amoureuse (Eddy Marnay/Robin Gibb et Barry Gibb)
7. Ma vie m'appartient (L. Matalon/J. Musy)
8. La Paloma reviens (Eddy Marnay/Jean Claudric)
9. La demoiselle d'Orléans (Pierre Delanoé/J. P. Bourtayre/J. Revaux)
10. Des soleils bleu, blanc, rouge (Didier Barbelivien
11. Ce soir je t'ai perdu (J. M. Morau/François Feldman)
12. Made in France (Pierre Delanoé/J.P. Bourtayre)